# Impatiens longicornuta
Impatiens longicornuta är en balsaminväxtart som beskrevs av Yi Ling Chen. Impatiens longicornuta ingår i släktet balsaminer, och familjen balsaminväxter. Inga underarter finns listade i Catalogue of Life.